# Praça Costa Pereira

A Praça Costa Pereira é uma praça localizada no centro histórico da cidade de Vitória, capital do Espírito Santo.

## História
No local onde hoje está localizada a praça havia uma pequena praia e próximo a esta uma igreja dedicada a Nossa Senhora da Conceição. A área sofreu inúmeros aterros e ficou conhecida como largo da Conceição, a igreja foi demolida durante a gestão de Muniz Freire para a construção do Teatro Melpômene. Com a construção do teatro o espaço ficou conhecido como largo do teatro, muitos anos se passaram até que o Largo fosse transformado pelo engenheiro Moacir Avidos em praça em 1926.
A praça recebeu o nome de Costa Pereira em homenagem a José Fernandes da Costa Pereira Junior que foi presidente da província do Espírito Santo entre 1861 a 1863. Paulo Motta executou os primeiros projetos de paisagismo da área e na década de 40 foi construído um pequeno lago artificial. O espaço sofreu inúmeras intervenções paisagísticas ao longo do tempo e é considerado um importante centro cultural da capital capixaba, pois em suas proximidades se encontram o Teatro Carlos Gomes e o Cine Teatro Glória.

## Referência
1. ↑  Duas grafias do sobrenome do engenheiro Moacir Monteiro Ávidos estão em uso, com ou sem acento agudo no A. Emmanoel Rocha Carvalho, no seu livro Barragens de Curema e Mãe d’Água – Nos bastidores da Construção, de 2013, indica que, segundo o filho de Isaias Lima Verde, que havia trabalhado com o engenheiro Moacir Ávidos na barragem de Piranhas, o sobrenome era pronunciado com acento tônico no Á. Nas placas de ruas de Vitoria consta a grafia sem acento agudo, mas a grafia mais frequente do Açude Engenheiro Ávidos é com Á.
2. ↑  «Do sonho à realidade: a concretização do Açude Engenheiro Ávidos pelo DNOCS». Departamento Nacional de Obras Contra as Secas. 27 de julho de 2023. Consultado em 27 de agosto de 2023.
3. ↑  Bezerra, Ulisses Alencar; Abreu, José Lucas de Souza; Silva, Luísa Thaynara Muricy de Souza; Sales, Luís Gustavo de Lima (1 de junho de 2016). «Análise temporal do espelho d'água do açude Engenheiro Ávidos (PB) usando imágens de satélite». Anais do CONAPESC. ISSN 2525-6696. Consultado em 27 de agosto de 2023.
4. ↑  «Peixes são encontrados mortos no açude Engenheiro Ávidos, em Cajazeiras, PB». G1 PB. Globo. 14 de junho de 2020. Consultado em 27 de agosto de 2023.
5. ↑  Marques, Ana Emília Formiga; Almeida, Thalita Sévia Soares de; Araújo, Alfredina dos Santos; Sousa Filho, Evencio Antonio de; Vieira, Ana Carolina Brito (dezembro de 2015). «Avaliação da qualidade microbiológica da água do açude Engenheiro Ávidos, Cajazeiras-PB». Revista Verde de Agroecologia e Desenvolvimento Sustentável. 10 (5): 5-8. doi:10.18378/rvads.v10i5.3960. Consultado em 27 de agosto de 2023.
6. ↑  A prática geral no Brasil para grafia de pessoas mortas é adaptar a grafia às regras vigentes, sendo essa prática também geral para nomes próprios de lugares. No caso do Engenheiro Ávidos, se a pronúncia é conforme à descrita por Emmanoel Rocha Carvalho, essas regras determinam a aplicação do acento agudo.
7. ↑  «Os nomes próprios perderam seus acentos com a nova reforma ortográfica?». Só Português. Virtuous Tecnologia da Informação. 2007–2023. Consultado em 27 de agosto de 2023.
8. ↑  «Praças :: A Cidade :: Prefeitura de Vitória». www.vitoria.es.gov.br. Consultado em 5 de janeiro de 2017